# Lipovice (Republika Serbska)
Lipovice (cyr. Липовице) – wieś w Bośni i Hercegowinie, w Republice Serbskiej, w gminie Lopare. W 2013 roku liczyła 329 mieszkańców.